# Chéri (Colette)
Chéri es una novela de la escritora francesa Colette, publicada en 1920 por Arthème Fayard (con numerosas reimpresiones y ediciones ilustradas de Lobel-Riche en 1928, Courbouleix en 1941, Pierre-Georges Jeanniot en 1948, Emilio Grau Sala en 1952). Esta novela, adaptada al teatro en 1921 y luego al cine en 1950, es una de las obras más famosas de Colette.

## Génesis
Esbozada antes de la guerra en unos "cuentos" entregados al periódico Le Matin en 1912, esta novela fue concebida originalmente como obra de teatro hacia 1919. En el primer semestre de 1920, apareció una publicación previa en La Vie Parisienne y la novela fue publicada por la Editorial Fayard en julio de 1921.

## Resumen de la novela
Léa de Lonval, una cortesana de casi cincuenta años, es la amante de Fred Peloux, conocido como Chéri. Mientras experimenta la creciente falta de convicción de su joven amante, Léa siente, con desencantado asombro y amarga lucidez, los mínimos efectos de una pasión que será la última. Sin embargo, a Chéri le basta con casarse con la joven y tierna Edmée para comprender que la ruptura con Léa no está exenta de arrepentimiento.

## Comentarios
El retrato burlón de un determinado medio social, el escándalo que rodea la relación de un joven con una mujer mayor, el sutil análisis del alma femenina, los crueles encantos de la seducción y el humor ligeramente triste de la novelista han hecho de Chéri una de las obras más entrañables y famosas de Colette. Se dice que Suzanne Derval, actriz y demi-mondaine y amiga de Colette, inspiró el personaje de Léa. El personaje de Chéri está basado en el adinerado Auguste-Olympe Hériot, antiguo amante de Colette. La autora continuó esta novela en 1926 con La Fin de Chéri .

## Adaptación de la novela al teatro en 1921
En junio de 1919, Colette, directora literaria del periódico Le Matin, se puso en contacto con Léopold Marchand, figura del teatro de entreguerras, para que colaborara en una nueva columna llamada Mille et un Matins. Colette le invitó a su casa bretona cerca de Saint-Malo. En 1921, Léopold Marchand colaboró con Colette en la adaptación teatral de Chéri, una comedia en cuatro actos. Fue muy bien recibida por el público y la crítica fue muy favorable.
El 26 de febrero de 1922: Para la 100.ª representación de Chéri, Colette interpreta el papel de Léa.

### Puesta en escena de la obra en 1921
- Estreno: 13 de diciembre de 1921 en el Teatro Michel de París.
- Director: Robert Clermont.
- Vestuario: Lucien Lelong

### Elenco en 1921
Jeanne Rolly (Léa), Germaine de France (Edmée), Ellen Andrée (Madame Aldonza ), Madeleine Guitty (Baronesa de la Berche), Jeanne Cheirel (Madame Peloux), Rachel Hofmann (Madame Poussier), Marcelle Bailly (Rose), Yvonne Fursty (criada), Pierre de Guingand (Chéri), Armand Bour (Masseau), Maurice Bénard (Desmond), Pierre Labry (Jefe), Dorgeval (Héctor).
Fuente: TEATRO DE PARÍS No 49 - CHERI, comedia en cuatro actos de COLETTE Y LEOPOLD MARCHAND.

## Reposición de la obra en 1949
"La autora de Chéri soy yo, Chéri eres tú.»
En 1948, Colette pidió a Jean Marais que fuera a verla al Palais-Royal, donde vivía, porque quería que interpretara el papel principal en una reposición de la obra en que había basado su novela Chéri, publicada en 1920. A Jean Marais le preocupó esta propuesta. De hecho, aunque ya había interpretado el papel unos años antes, fue para una adaptación radiofónica con Yvonne de Bray como compañera. Había disfrutado tanto de la experiencia que había confiado tímidamente a Colette su deseo de representar la obra en el escenario, pero a cambio recibió la negativa de Colette, que siempre había pensado que Marais no era el actor adecuado para el personaje de Chéri, que no podía ser rubio como él, sino moreno, y que, además ya había superado la edad del papel. Marais descartó el argumento, diciéndole que no tendría problemas para teñirse el pelo, pero Colette replicó que no era sólo una cuestión de color de pelo, sino de naturaleza. La respuesta de la gran dama dejó a Jean Marais sin palabras.
Y ahora, años después, Colette volvía a por él. Marais seguía siendo rubio y, además, a sus 35 años, estaba aún más lejos de la edad del papel. Pero Colette insistió. ¿Cómo iba a rechazar un papel que tanto deseaba interpretar? No pudo. Marais, sin rencor, visitó a Colette para hablar del proyecto y, sobre todo, para recordarle sus antiguas reticencias. Maligna, con voz tierna y autoritaria, respondió: "Fui yo quien escribió Chéri, sé mejor que nadie quién es Chéri: eres tú.
En 1949, en Le Fanal bleu, Colette explicaba: "Jean Marais haciendo de Chéri, ¿por qué no? En la mente de su autor, Chéri nunca tuvo nada en común con un pálido Lorenzaccio [...] Lo más difícil para Jean Marais, si interpreta a Chéri, será abdicar temporalmente de su pureza fundamental. Y en una entrevista concedida a Le Figaro el 20 de octubre de 1948, admitió que "rehuyó el papel de Chéri como un caballo a una serpiente", pero afirmó que, siendo más previsora que él, le había "prometido un triunfo".
El hilo dramático de la obra es el siguiente: mientras Fred Peloux se aleja poco a poco de Léa, una cortesana de poco más de cincuenta años, ella recoge con fervor los últimos destellos de una pasión que cree que será la última. Pero cuando su amante acaba casándose con la insignificante Edmée, es él quien adquiere la dimensión de este amor perdido que lamenta amargamente. Además de un retrato irónico de los círculos mundanos representados aquí por Fred, la historia de Colette es un análisis sutil y melancólico del alma femenina.
Finalmente halagado, Marais aceptó y se puso a trabajar. Jean Wall dirigió la obra para André Brûlé, director del Théâtre de la Madeleine. El papel de Léa atrajo a las mejores actrices de la época, y esta vez fue Valentine Tessier la que consiguió el papel. Como era de esperar, la obra triunfó en la Madeleine. Pero si el éxito de público fue enorme, la crítica fue unánime en sus elogios al talento de Valentine Tessier, mientras que los elogios fueron más matizados para Jean Marais, que en ese momento todavía no era del agrado de la crítica. Sin embargo, éste reconoció que había "progresado". El comentario irritó profundamente a Marais, que admitió que si no se encontraba en el personaje de Fred Peloux, era por la siguiente razón: "Si me lo encontrara en la vida, no me asociaría con él", le gustaba decir. Y añadió a modo de explicación: "Es un ocioso, y los ociosos me aburren.

### Puesta en escena de la obra en 1949
Estreno de una versión ligeramente revisada de Chéri, obra de teatro en tres actos y cuatro escenas basada en la novela de Colette, por Colette y Léopold Marchand en presencia del Presidente de la República, Vincent Auriol. - Una velada en beneficio de las viudas y huérfanos de la Organización de Resistencia del Ejército.
- Estreno el 29 de octubre de 1949 en el Teatro de la Madeleine de París.
- Director: Jean Wall.
- Vestidos y sombreros de Jeanne Lanvin.
- Trajes de Lanvin-Tailleur.
- Escenografía ejecutada por Deshays, basada en modelos de Jansen.
- Arreglos escénicos de Willy Remon y Jacques Damiot

### Distribución en 1949
- Valentine Tessier: Léa de Lonval
- Jean Marais: Fred Peloux dit Chéri
- Maurice Flandre: Maître d'hôtel
- Roland Bailly: Jefe
- Maurice Varny: Masseau
- Coutran-Lambert: Rosa
- Jean Marconi: Desmond
- Betty Daussmond: Madame Peloux
- Jane Moret: La Baronesa
- Marfa Dhervilly: Aldonza
- Rachel Hofman: Poussier
- Simone Flers: Henriette
- Juliette Faber: Edmée

## Reposición de la obra en 1982
La obra se reestrenó en 1982-83 en el Théâtre des Variétés de París, bajo la dirección de Jean-Laurent Cochet con Michèle Morgan (Léa de Lonval), Jean-Pierre Bouvier (Chéri, Fred Peloux), Philippe Dehesdin (Hector), Pierre Danny (Jefe), Jean Weber (Jean-Gabriel Masseau), Germaine Delbat (Rose), Philippe Lavot (Vizconde Desmond), Odette Laure (Charlotte Peloux), Jackie Sardou (Madame Aldonza), Jacqueline Doyen (La Baronne Camille de la Berche), Gladys Gould (Mademoiselle Poussier), Jane-Val (Henriette), Sophie de Preneuf (Edmée), Constance de Saint-Aignan (Ermérancie).
Se emitió por televisión en 1984.

## Adaptaciones cinematográficas
- 1950 : Chéri, película francesa dirigida por Pierre Billon, adaptación de la novela de Pierre Laroche, diálogos de Colette - con Marcelle Chantal (Léa de Lonval), Jean Desailly (Chéri), Jane Marken (Charlotte Peloux), Yvonne de Bray ( la novia), Suzanne Dantès (Marie-Laure), Marcelle Derrien (Edmée), Made Siamé (Rose)
- 1962 : Telefilm Chéri de François Chatel con Jean claude Brialy (Chéri), Madeleine Robinson (Léa), Denise Gray (Charlotte), Brigitte Barbier (Edmée), Mary Marquet (La Baronne),
- 1984 : Chéri telefilme de Yves André Hubert, dirigido por Jean Laurent Cochet
- 2009 : Chéri, película franco-alemana-británica dirigida por Stephen Frears, con Michelle Pfeiffer (Léa de Lonval), Rupert Friend (Chéri) y Kathy Bates (Charlotte Peloux)